# Incidente de Kyūjō
El Incidente de Kyūjō (宮城事件 Kyūjō Jiken) fue un intento de golpe de Estado militar en el Imperio del Japón al final de la Segunda Guerra Mundial. Ocurrió en la noche del 14 al 15 de agosto de 1945, justo antes del anuncio de la rendición de Japón a los aliados. El golpe fue perpetrado por la Oficina de Personal del Ministerio de la Guerra de Japón y miembros de la Guardia Imperial para detener el movimiento de rendición.
Los oficiales mataron al Teniente general Takeshi Mori de la 1.ª División de Guardias Imperiales e intentaron falsificar una orden para ocupar el Palacio Imperial de Tokio (Kyūjō). Intentaron colocar al Emperador bajo arresto domiciliario, usando la Infantería de la 2.ª Brigada de la Guardia Imperial. No lograron persuadir al Ejército del Distrito Oriental y al alto mando del Ejército Imperial Japonés para que siguieran adelante con la acción. Debido a que no lograron convencer al ejército restante para expulsar a la Familia imperial japonesa, finalmente se suicidaron. Como resultado, el comunicado de la intención de una rendición japonesa continuó según lo previsto.

## Antecedentes

### Decisión de aceptar la Declaración de Potsdam

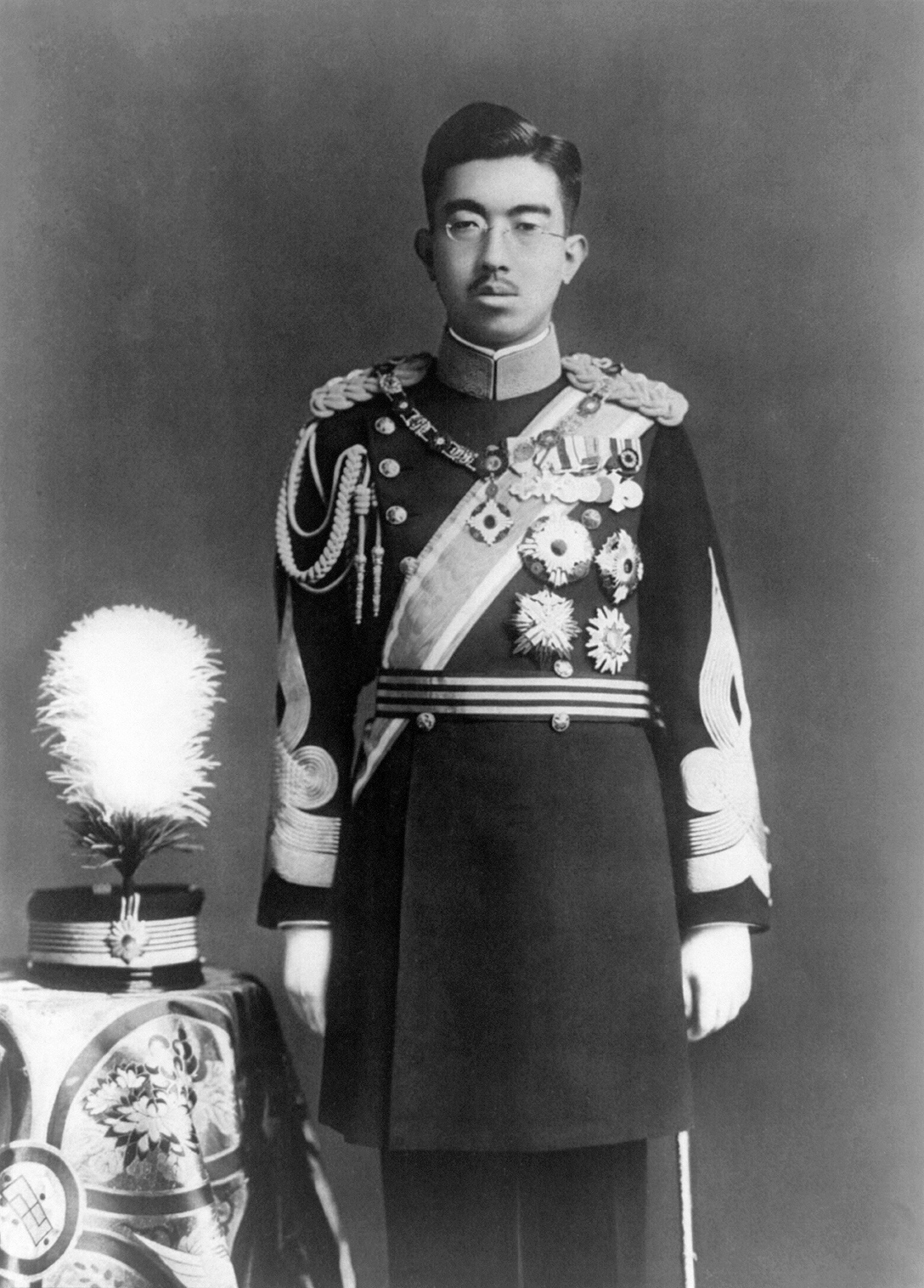
Hirohito, emperador de Japón.

El 26 de julio (hora de Berlín), la Conferencia de Potsdam emitió una declaración sobre los términos para la rendición de Japón. Cuando se recibió la Declaración de Potsdam en Japón a través de onda corta, el ministro de Asuntos Exteriores Shigenori Tōgō trajo una copia al Emperador de Japón, Hirohito. Después de revisar la declaración punto por punto, el emperador le preguntó a Tōgō si esos términos "eran los más razonables que podían esperarse en las circunstancias". Tōgō dijo que lo eran. El emperador dijo: "Estoy de acuerdo. En principio son aceptables". A fines de julio, sin embargo, los otros ministros no estaban listos para aceptar la declaración.
El 9 de agosto de 1945, el gobierno japonés, respondiendo a los bombardeos atómicos de Hiroshima y Nagasaki, a la declaración de guerra de la Unión Soviética y a la pérdida efectiva de los territorios del Pacífico y Asia continental, decidió aceptar la Declaración de Potsdam. El mismo día, el Consejo Supremo de Guerra se inauguró ante la corte imperial japonesa. En el Consejo, el Primer Ministro Kantarō Suzuki, el ministro de la Marina Mitsumasa Yonai y el ministro de Asuntos Exteriores Shigenori Tōgō sugirieron a Hirohito que los japoneses aceptaran la Declaración de Potsdam y se rindieran incondicionalmente.
Después del cierre de sesión en el refugio antiaéreo, Suzuki reunió nuevamente al Consejo Supremo de Guerra, ahora como Conferencia Imperial, a la que asistió el Emperador Hirohito. Desde la medianoche del 10 de agosto, la conferencia se reunió en un refugio subterráneo contra las bombas. Hirohito estuvo de acuerdo con la opinión de Tōgō, lo que resultó en la aceptación de la Declaración de Potsdam. Posteriormente, el enviado japonés en Suiza y Suecia comunicó la decisión a los Aliados.

### Agitación en el ejército

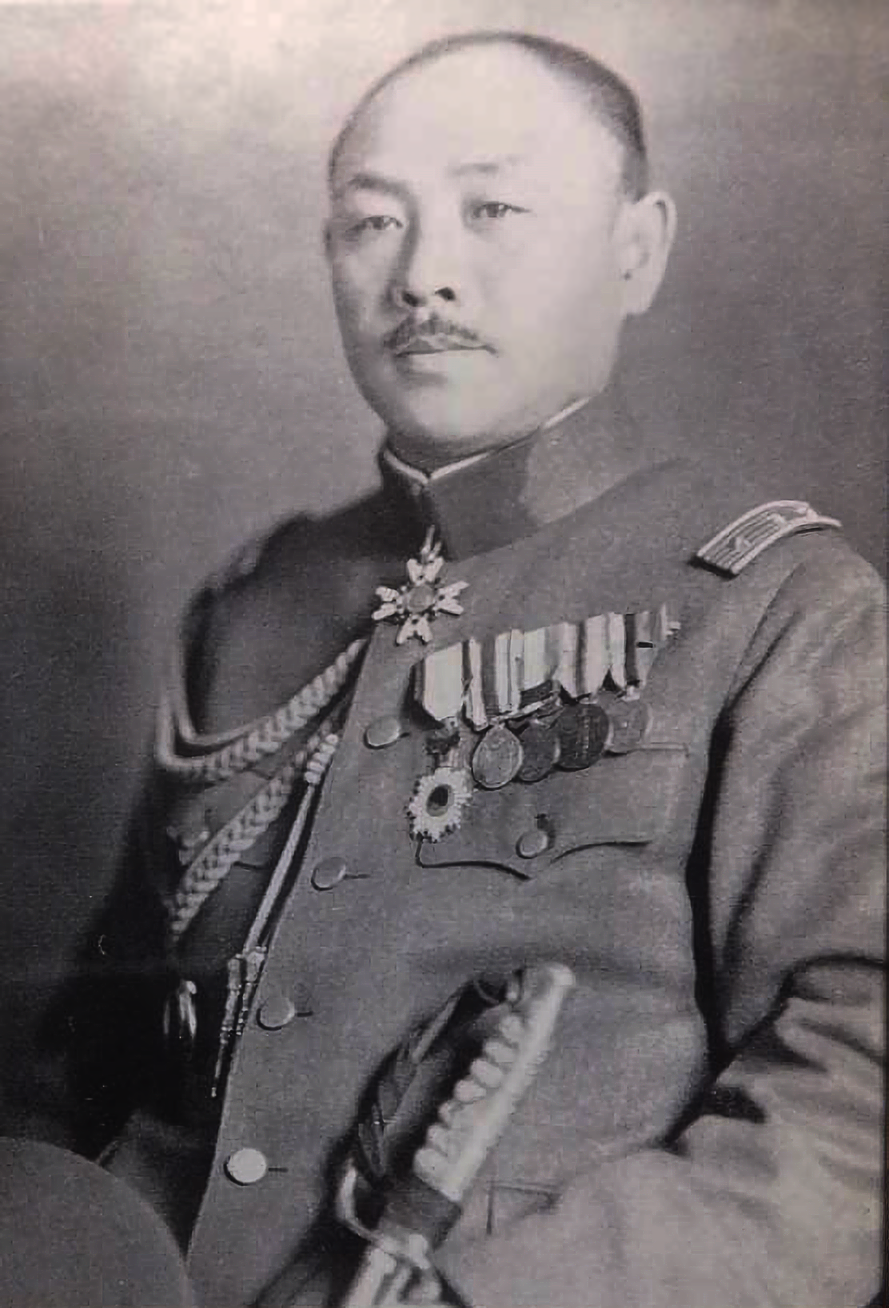
Korechika Anami, Ministro de la Guerra.

El Ministerio de la Guerra conoció la decisión de la conferencia y provocó una feroz reacción de muchos oficiales que intentaron continuar con la resistencia. A las 9 en punto, en la sesión celebrada en el Ministerio de la Guerra, los oficiales se quejaron al Ministro Korechika Anami, y no todos ellos prestaron atención a las explicaciones de Anami. Después de la medianoche del 12 de agosto, una estación de radio de San Francisco (KGEI) transmitió la respuesta de los Aliados, y se sugirió que los Aliados habían decidido que la autoridad de la soberanía del gobierno japonés y del Emperador estaría subordinada al Cuartel General de los Aliados, en contra de la solicitud de protección del Kokutai del gobierno imperial japonés, un sistema militar de ocupación que también se aplicó al caído Reich alemán. El Ministerio de Asuntos Exteriores interpretó esta sentencia como una restricción de la soberanía, pero el ejército japonés la interpretó más como una forma de esclavitud. A partir de las 3 en punto, los asistentes al consejo de familias imperiales aceptaron básicamente la rendición de Japón, pero el consejo del gabinete que se suponía que debía celebrarse al mismo tiempo no estuvo de acuerdo. Además, el Consejo Supremo de Guerra se enredó con el problema de la protección del Kokutai. Después de este procedimiento, algunos oficiales del Ejército para la protección del Kokutai decidieron que se necesitaba un golpe de Estado. En este momento, el grupo central de estos oficiales ya había preparado algunas tropas en Tokio (兵力使用計画, heiryoku shiyō keikaku, literalmente “Plan de uso de la fuerza militar”).
En la noche del 12 de agosto de 1945, el comandante Kenji Hatanaka, junto con los Tenientes Coroneles Masataka Ida, Masahiko Takeshita (cuñado de Anami), Inaba Masao y el coronel Okikatsu Arao, jefe de la Sección de Asuntos Militares, hablaron al Ministro de la Guerra Korechika Anami (Ministro del Ejército y "la figura más poderosa de Japón, además del propio Emperador"), y le pidió que hiciera todo lo posible para evitar la aceptación de la Declaración de Potsdam. El general Anami se negó a decir si ayudaría a los jóvenes oficiales en traición. Por más que necesitaban su apoyo, Hatanaka y los otros rebeldes decidieron que no tenían más remedio que seguir planificando e intentar un golpe de Estado por su cuenta. Hatanaka pasó gran parte del 13 de agosto y la mañana del 14 de agosto reuniendo aliados, buscando apoyo de los altos mandos en el Ministerio y definiendo su plan.

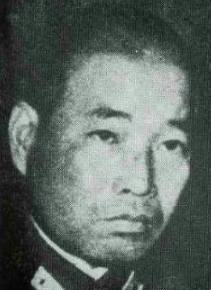
El General Torashirō Kawabe

Poco después de la Conferencia Imperial en la noche del 13 al 14 de agosto, en la que finalmente se decidió rendirse, Anami tuvo dos conversaciones en las que expresó su oposición a la rendición. Le preguntó a Yoshijirō Umezu si "la guerra debería continuar incluso a riesgo de lanzar un golpe de estado", a lo que Umezu concluyó: "No podemos hacer nada más que cumplir con la decisión del Emperador". Luego, Anami se enfrentó al Coronel Saburo Hayashi en un baño y le preguntó sobre "la posibilidad de atacar a un gran convoy estadounidense que se rumoreaba que estaba a las afueras de Tokio". Hayashi interrumpió la sugerencia de Anami al reafirmar la decisión imperial y señalar que la presencia del convoy era sólo un rumor. Finalmente, su cuñado, el Teniente Coronel Masahiko Takeshita, se enfrentó a Anami, sugiriendo que Anami renunciara, lo que derrocaría al gobierno y luego sugería que apoyara el golpe. A la primera, Anami notó que la caída del gobierno no detendría el edicto imperial, mientras que a la segunda, respondió que deseaba ir primero al Ministerio del Ejército.
En el Ministerio del Ejército, Anami anunció el cumplimiento del edicto imperial. Luego, un grupo de oficiales superiores del ejército, incluido Anami, se reunieron en una sala cercana. Todos los presentes estaban preocupados por la posibilidad de un golpe de Estado para evitar la rendición, algunos de los presentes podrían incluso haber estado considerando lanzar uno. Después de un silencio, el general Torashirō Kawabe propuso que todos los oficiales superiores presentes firmen un acuerdo para llevar a cabo la orden de rendición del emperador: "El Ejército actuará de acuerdo con la Decisión Imperial hasta el final". Fue firmado por todos los oficiales de alto rango presentes, incluidos Anami, Hajime Sugiyama, Yoshijirō Umezu, Kenji Doihara, Torashirō Kawabe, Masakazu Kawabe y Tadaichi Wakamatsu. "Este acuerdo escrito por los oficiales de mayor rango en el Ejército, además del anuncio de Anami, actuó como un formidable cortafuegos contra cualquier intento de incitar un golpe de estado en Tokio".

## Tentativa de golpe
Alrededor de las 21:30 del 14 de agosto, los rebeldes de Hatanaka pusieron en marcha su plan. El 2.º Regimiento de los Primeros Guardias Imperiales había entrado en los terrenos del palacio, duplicando la fuerza del batallón ya estacionado allí, probablemente para proporcionar protección adicional contra la rebelión de Hatanaka. Pero Hatanaka, junto con el Teniente Coronel Jirō Shiizaki, convenció al comandante del 2.º Regimiento, el Coronel Toyojirō Haga, de su causa, al decirle (mintiéndole) que Anami, Umezu y los comandantes del Ejército del Distrito Oriental y los Guardias Imperiales estaban en el plan. Hatanaka también fue a la oficina del General Shizuichi Tanaka, comandante de la región oriental del ejército, para tratar de persuadirlo de unirse al golpe. Tanaka se negó, y le ordenó a Hatanaka que se fuera a casa. Hatanaka ignoró la orden.
Originalmente, Hatanaka esperaba que simplemente ocupando el palacio y mostrando los comienzos de una rebelión inspiraría al resto del Ejército a levantarse contra el movimiento de rendición. Esta noción lo guio durante gran parte de los últimos días y horas y le dio el optimismo ciego para seguir adelante con el plan, a pesar de tener poco apoyo de sus superiores. Después de colocar todas las piezas en posición, Hatanaka y sus coconspiradores decidieron que la Guardia tomaría el palacio a las 02:00. Las horas hasta entonces se gastaron en intentos continuos para convencer a sus superiores en el Ejército de unirse al golpe. Casi al mismo tiempo, el general Anami se suicidó, dejando un mensaje que "Yo, con mi muerte, me disculpo humildemente con el Emperador por el gran crimen". Si el crimen involucró perder la guerra, o el golpe, sigue sin estar claro.

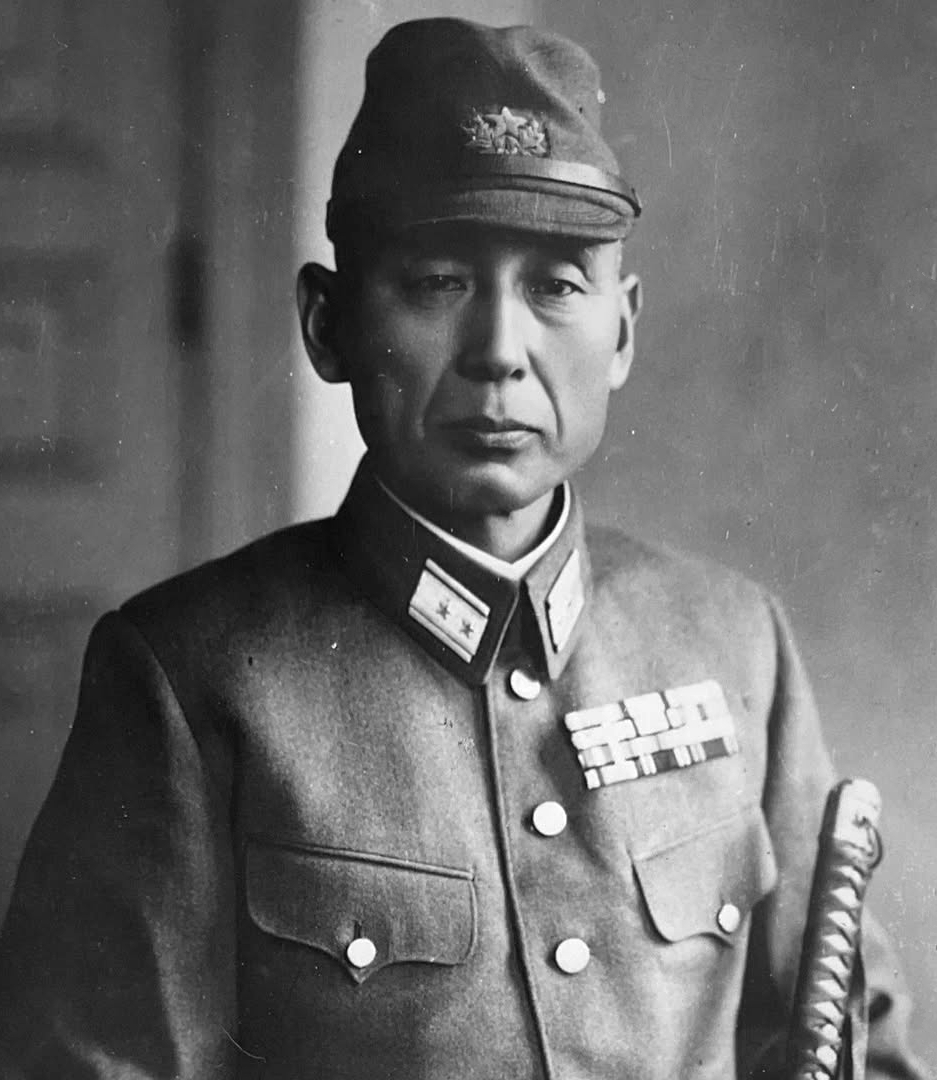
El General Takeshi Mori.

En algún momento después de la 1:00, Hatanaka y sus hombres rodearon el palacio. Hatanaka, Shiizaki y el Capitán Shigetarō Uehara (de la Academia de la Fuerza Aérea) fueron a la oficina del Teniente General Takeshi Mori para pedirle que se uniera al golpe. Mori estaba en una reunión con su cuñado, Michinori Shiraishi. La cooperación de Mori, como comandante de la 1.ª División de Guardias Imperiales, fue crucial. Cuando Mori se negó a ponerse del lado de Hatanaka, Hatanaka lo mató, temiendo que Mori ordenaría a los Guardias detener la rebelión. Uehara mató a Shiraishi. Estos fueron los únicos dos asesinatos de la noche. Hatanaka luego usó el sello oficial del general Mori para autorizar la Orden Estratégica No. 584 de la División de Guardias Imperiales, un conjunto falso de órdenes creadas por sus coconspiradores, lo que aumentaría considerablemente la fuerza de las fuerzas que ocupan el Palacio Imperial y la Agencia de la Casa Imperial, y "protegiendo" al emperador.
La policía del palacio estaba desarmada y todas las entradas bloqueadas. Durante el transcurso de la noche, los rebeldes de Hatanaka capturaron y detuvieron a dieciocho personas, incluidos el personal del Ministerio y los trabajadores de la NHK enviados para grabar el discurso de rendición.

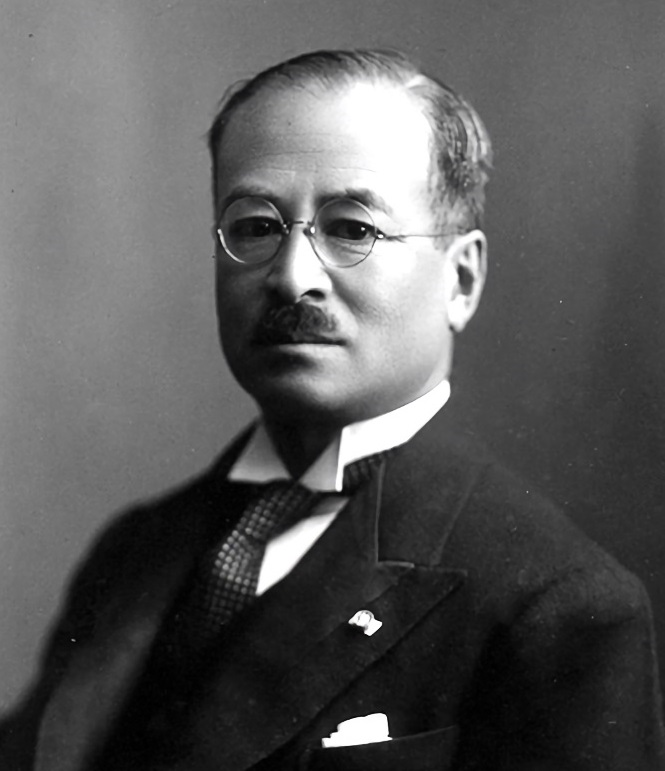
Kōichi Kido, el Señor del Sello Privado, se escondía con las grabaciones.

Los rebeldes, encabezados por Hatanaka, pasaron las siguientes horas infructuosamente buscando al Ministro de la Casa Imperial Sōtarō Ishiwata, el Señor del Sello Privado Kōichi Kido, y las grabaciones del discurso de rendición. Los dos hombres se escondían en la "bóveda del banco", una gran cámara debajo del Palacio Imperial. La búsqueda se hizo más difícil por un apagón en respuesta a los bombardeos aliados, y por la organización arcaica y el diseño del Ministerio de la Casa Imperial. Muchos de los nombres de las habitaciones eran irreconocibles para los rebeldes. Los rebeldes encontraron al chambelán Yoshihiro Tokugawa. Aunque Hatanaka lo amenazó con destriparlo con una espada samurái, Tokugawa mintió y les dijo que no sabía dónde estaban las grabaciones ni los hombres. Durante su búsqueda, los rebeldes cortaron casi todos los cables telefónicos, cortando las comunicaciones entre sus prisioneros en los terrenos del palacio y el mundo exterior.
Casi al mismo tiempo, en Yokohama, prefectura de Kanagawa, otro grupo de los rebeldes de Hatanaka liderados por el Capitán Takeo Sasaki fue a la oficina del Primer Ministro Suzuki con la intención de matarlo. Cuando la encontraron vacía, ametrallaron la oficina, incendiaron el edificio y se fueron a su casa. Hisatsune Sakomizu había advertido a Suzuki, y escapó minutos antes de que llegaran los asesinos. Después de incendiar la casa de Suzuki, fueron a la finca de Kiichirō Hiranuma para asesinarlo. Hiranuma escapó por una puerta lateral y los rebeldes también quemaron su casa. Suzuki pasó el resto de agosto bajo protección policial, pasando cada noche en una cama diferente.
Alrededor de las 03:00, el Teniente Coronel Masataka Ida informó a Hatanaka que el Ejército del Distrito Oriental se dirigía al palacio para detenerlo y que debía rendirse. Finalmente, al ver su plan colapsando a su alrededor, Hatanaka le suplicó a Tatsuhiko Takashima, Jefe de Estado Mayor del Ejército del Distrito Oriental, que le dieran al menos diez minutos en el aire en la radio NHK, para explicar a la gente de Japón lo que estaba tratando de cumplir y por qué. Fue rechazado. El coronel Haga, comandante del 2.º Regimiento de los Primeros Guardias Imperiales, descubrió que el Ejército no apoyaba esta rebelión y le ordenó a Hatanaka que abandonara los terrenos del palacio.

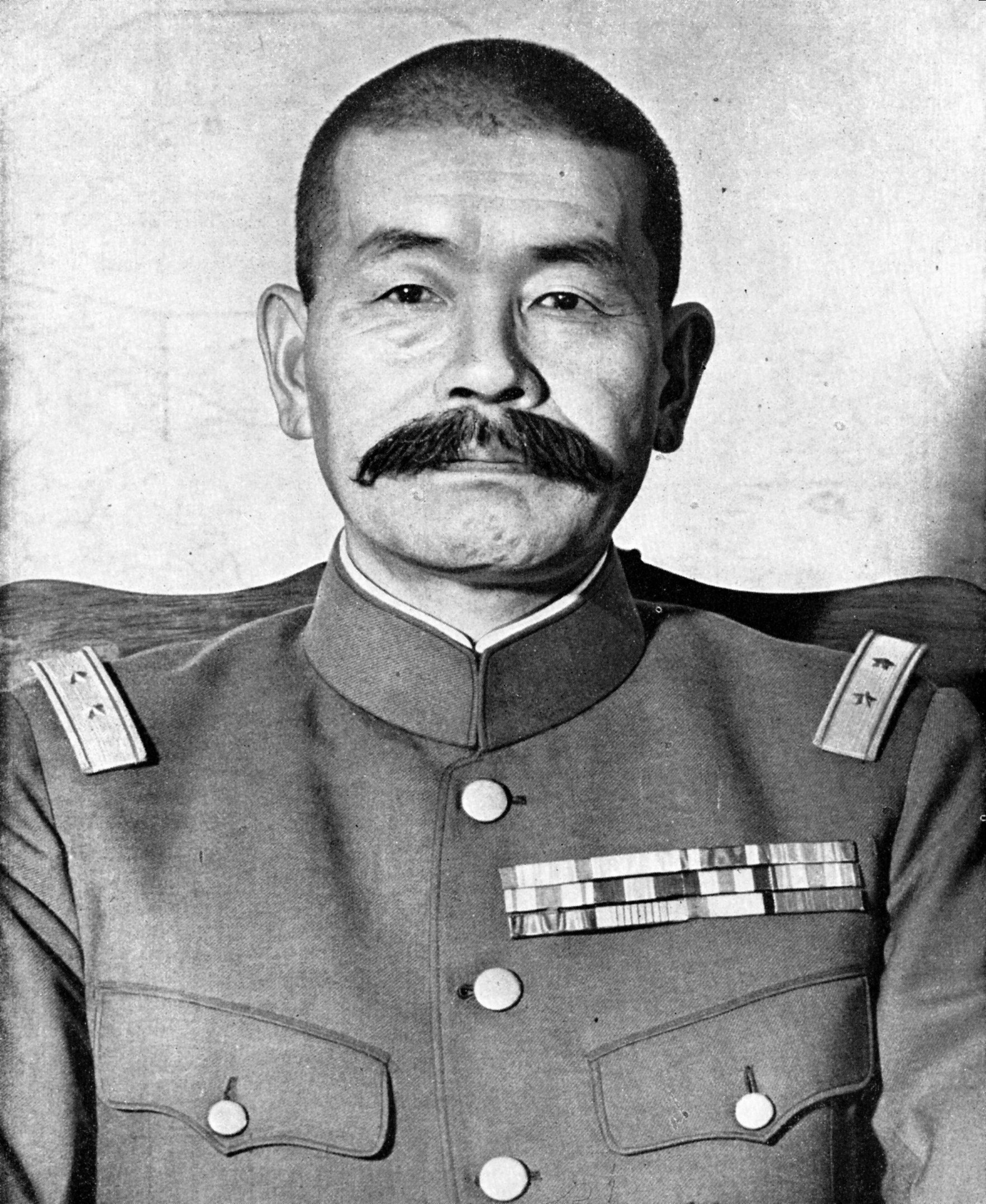
El golpe se derrumbó después de que Shizuichi Tanaka convenciera a los oficiales rebeldes para que se fueran a casa. Tanaka se suicidó nueve días después.

Justo antes de las 5:00, mientras los rebeldes continuaban su búsqueda, el comandante Hatanaka fue a los estudios de la NHK y, blandiendo una pistola, trató desesperadamente de obtener algo de tiempo en el aire para explicar sus acciones. Un poco más de una hora después, después de recibir una llamada telefónica del Ejército del Distrito Oriental, Hatanaka finalmente se rindió. Reunió a sus oficiales y salió del estudio de la NHK.
Al amanecer, Tanaka se enteró de que el palacio había sido invadido. Fue allí y se enfrentó a los oficiales rebeldes, reprendiéndolos por actuar en contra del espíritu del ejército japonés. Los convenció de regresar a sus cuarteles. A las 08:00, la rebelión fue completamente desmantelada, habiendo logrado mantener los terrenos del palacio durante gran parte de la noche, pero no pudiendo encontrar las grabaciones.
Hatanaka, en una motocicleta, y Shiizaki, a caballo, recorrieron las calles, arrojando panfletos que explicaban sus motivos y sus acciones. Una hora antes de la transmisión del emperador, alrededor de las 11:00 del 15 de agosto, Hatanaka se colocó su pistola en la frente y se disparó. Shiizaki se apuñaló con una daga y luego se disparó. En el bolsillo de Hatanaka se encontró su Jisei no ku: "No tengo nada que lamentar ahora que las nubes oscuras han desaparecido del reinado del Emperador".

## Vésea también
- Rendición de Japón